# Liparetrus mimus
Liparetrus mimus är en skalbaggsart som beskrevs av Britton 1980. Liparetrus mimus ingår i släktet Liparetrus och familjen Melolonthidae. Inga underarter finns listade i Catalogue of Life.